# Macrocéphalie
 Mise en garde médicale
Le terme de macrocéphalie  désigne, de façon générale, toute forme d'hypertrophie de la tête.  

## Pathologie
Cette hypertrophie peut être physiologique, apparaissant comme un symptôme de plusieurs maladies :
- Syndrome de Bannayan-Riley-Ruvalcaba
- Syndrome de Greig
- Syndrome néonatal progéroïde
- etc.

## Géographie
En géographie, le concept de macrocéphalie désigne de façon figurée la configuration d'un espace largement dominé par un pôle unique concentrant population, activités et fonctions au point de freiner voire d'empêcher l'affirmation de pôles secondaires.

## Sciences Politiques
Figurativement, on parle de macrocéphalie en matière de politique pour désigner un organe constitutionnel ou une structure politique dont le chef est doté de pouvoirs hors du commun, au point où il rend quasi nulle l'influence de tous les autres acteurs dans la prise de décisions ou l'application de celles-ci.